# Weihinschrift von Ekron
In Ekron, einer Stadt der Philister im historischen Palästina, wurde um 1996 bei Ausgrabungen in der Stadt bei einem Tempel eine Weihinschrift gefunden. Wahrscheinlich stammt sie aus dem 7. Jhd. v. Chr. (s. u.). Sie ist historisch sehr wichtig, da sie die längste erhaltene Inschrift der Philister ist und sich aus ihr mehrere Folgerungen über Religion, Kultur und Sprache der Philister ableiten lassen.
| 𐤟𐤁𐤕𐤟𐤁𐤍𐤟𐤀𐤊𐤉𐤔𐤟𐤁𐤍𐤟𐤐𐤃𐤉𐤟𐤁𐤍 𐤉𐤎𐤃𐤟𐤁𐤍𐤟𐤀𐤃𐤀𐤟𐤁𐤍𐤟𐤉𐤏𐤓𐤟𐤔𐤓𐤏𐤒 𐤓𐤍𐤟𐤋𐤐𐤕⸢𐤂⸣𐤉𐤟𐤄𐤟𐤀𐤃𐤕𐤄𐤟𐤕𐤁𐤓𐤊𐤄𐤟𐤅𐤕 𐤟𐤔𐤌⸢𐤓⸣𐤄𐤟𐤅𐤕𐤀𐤓𐤊𐤟𐤉𐤌𐤄𐤟𐤅𐤕𐤁𐤓𐤊 𐤀⸣𐤓⸢𐤑⸣𐤄⸣ |
| bt·bn·ʾkyš·bn·pdy·bn· ysd·bn·ʾdʾ·bn·yʿr·śrʿq rn·lpt<g>y·h·ʾdth·tbrkh·wt šm<r>h·wtʾrk·ymh·wtbrk· <ʾ>r<ṣ>h |
| [Dieses] Haus baute Akisch, Sohn des Padi, Sohn des Yasid, Sohn des Ada, Sohn des Ya'ir, Herrscher von Ek- ron, für PT<G>Y.H ˀdth. Möge sie ihn segnen, und ihn be- schü<t>zen, und seine Lebenszeit verlängern, und segnen sein <La>n<d>! |

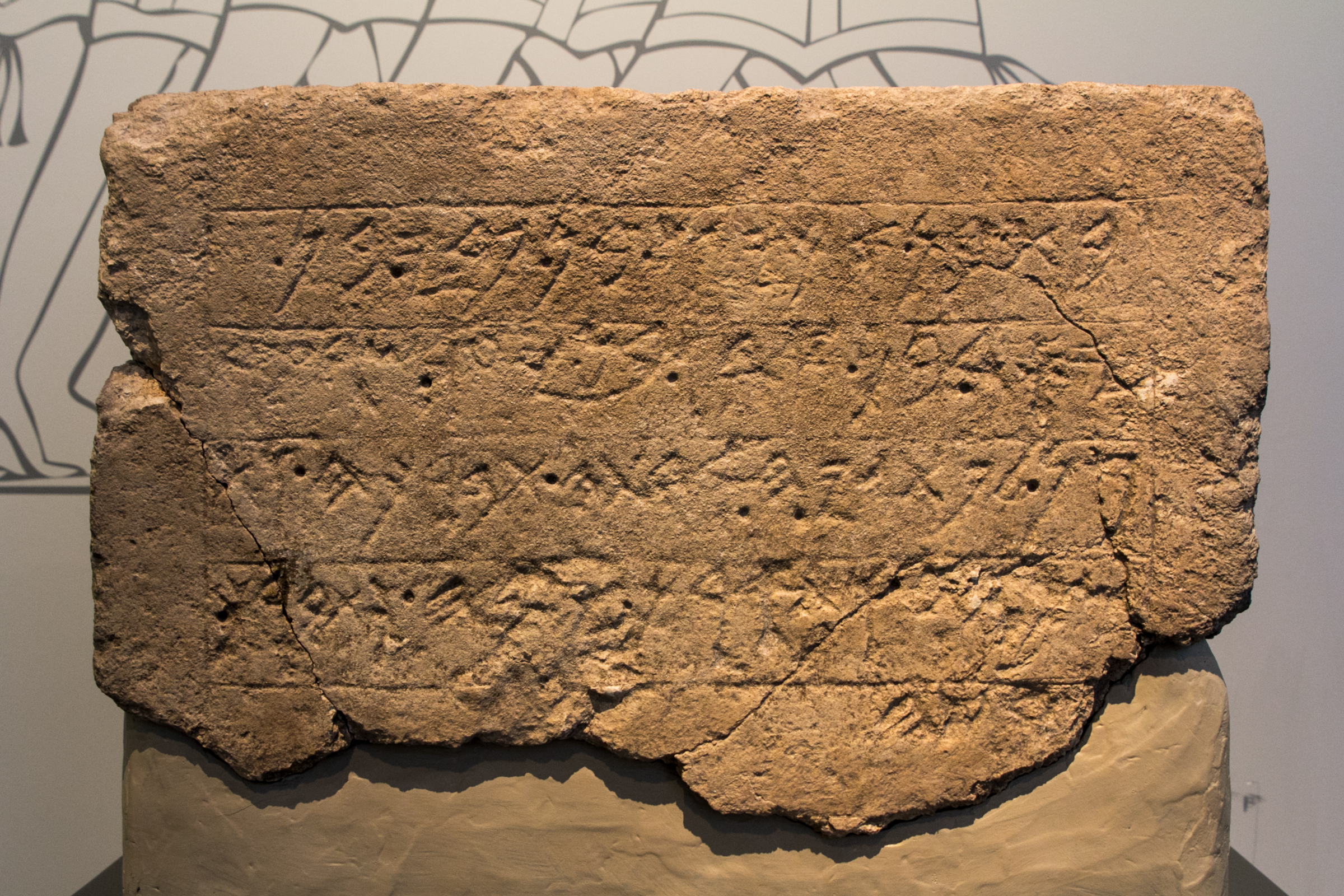
Widmungsinschrift aus Ekron

Besonders intensiv diskutiert wird, dass nur in dieser Inschrift die Verehrung der sonst unbekannten Göttin Pt<g>y.h ˀdt(h) („Herrin Ptgy.h“) bezeugt wird (s. den Artikel Religion der Philister). Der Buchstabe g im Namen Pt<g>yh ist allerdings beschädigt; Görg hat etwa vorgeschlagen, dass graphisch stattdessen plausibler ein r zu lesen sei, Aaron Demsky präferiert n (vgl. die ähnliche Schreibung: 𐤂 𐤍 𐤓 = g n r). Von diesen drei Rekonstruktionen der Konsonanten aus sind dann sehr unterschiedliche Vorschläge zur Deutung des mutmaßlichen Göttinnen-Namens gemacht worden:
(1) Am wenigsten problematisch ist der Vorschlag von Christa Schäfer-Lichtenberger, Ptgyh ˀdt(h) bedeute „für Gaia von Delphi, seine Herrin“. König Akisch würde dann also der aktuell noch in einem Tempel in Delphi beheimateten Göttin Gaia ein zweites Heim in Ekron bauen.
Daneben wurden als Interpretationsvorschläge gemacht: (2) Potniyah („Herrin“) nach dem griechischen potnia; der gesamte Ausdruck bedeutete also einmal mit griechischem, einmal mit semitischem Wort „für Herrin, seine Herrin“. Außerdem: (3) „Für [die ugaritische Göttin] Pidray, seine Herrin“; (4) „für die göttliche Patronin des Staates Pattin, seine Herrin“ und schließlich auch mit anderer Deutung der Syntax: (5) „Akisch (…) baute einen Tempel für das Fünfer-Land [= die Pentapolis]. Seine Herrin möge ihn segnen (…)“.
Aus assyrischen Inschriften ist für das 7. Jhd. v. Chr. ein König Ikausu, Sohn des Padi belegt. Ist dieser Ikausu identisch mit Akisch, stammt die Inschrift aus dem 7. Jhd. und die Philister sprachen zu dieser Zeit einen semitischen Dialekt, schrieben mit phönizisch-althebräischer Schrift (was beides noch häufiger belegt ist; etwa in Qubur el-Walayida für das 12. Jhd.) und hatten überwiegend semitische Namen, wie sie auch mit Dagān, Astarte, Aschera und Ba’al überwiegend semitische Götter verehrten (s. den Artikel Religion der Philister). Das ist erstaunlich, da sehr einheitlich angenommen wird, dass die Philister aus dem mykenischen Kulturkreis stammen. Wenn Schäfer-Lichtenbergers Interpretation von Ptgyh als „Gaia von Delphi“ korrekt ist, ist dies eins der stärksten Indizien dafür, dass die Annahme einer mykenischen Herkunft der Philister korrekt ist.